# 천안한들초등학교
천안한들초등학교는 대한민국 충청남도 천안시 서북구에 있는 공립 초등학교이다.
천안한들초등학교는 외발자전거 팀으로 천안에서는 환서초등학교와 라이벌이다.
특히 전교회장,부회장이 1년마다 바뀌고 여러가지 활동과 혁신적인 수업방식으로
혁신학교에 지정된바 있다.

## 학교 연혁
- 2017년 9월 21일: 개교

## 참고 자료
- 천안한들초등학교 - 한국교육학술정보원 학교알리미